# Achaea (regional enhed)
 den romerske provins Achaea
Achaea eller Achaia, undertiden transskription fra græsk som Akhaia Αχαΐα , Akhaïa [axaˈia], er en af de regionale enheder Grækenland. Det er en del af periferien Vestgrækenland og er beliggende i den nordvestlige del af Peloponnes-halvøen. Hovedstaden er Patras, som er den tredje største by i Grækenland.

## Geografi
Achaea grænser op til Elis mod vest og sydvest, Arcadia mod syd og Korinth mod øst og sydøst. Korinth-bugten ligger mod nordøst, og Patras-bugten mod nordvest. Bjerget Panachaiko (1.926 moh.), dominerer kystområdet nær Patras, skønt det ikke er det højeste i Achaea. Højere bjerge findes i syd, såsom Aroania (2.341 moh.) og Erymanthos (2.224 moh). Andre bjergkæder i Achaea er Skollis, Omplos, Kombovouni og Movri. De vigtigste floder fra vest til øst er Larissos, Tytheus, Peiros, Charadros, Selinountas og Vouraikos.
De fleste af skovene er i bjergkæderne, men der er også flere på sletterne. Der er græsarealer omkring de mellemhøje områder og golde arealer i de højeste områder.

## Administration
Den regionale enhed Achaea er opdelt i 5 kommuner. Disse er (numre som på kortet i infoboksen):
- Aigialeia (2)
- Erymanthos (4)
- Kalavryta (5)
- Patras (Patra, 1)
- Vest Achaea (Dytiki Achaia, 3)

### Præfektur
Som en del af Kallikratis-regeringsreformen i 2011 blev den regionale enhed Achaea skabt ud af det tidligere præfektur Achaea (græsk: Νομός Αχαΐας). Præfekturet havde samme udstrækning som den nuværende regionale enhed. Samtidig blev kommunerne omorganiseret, ifølge nedenstående tabel.
| Ny kommune                    | Gamle kommuner | Sæde         |
| ----------------------------- | -------------- | ------------ |
| Aigialeia                     | Aigeira        | Aigio        |
| Aigialeia                     | Aigio          | Aigio        |
| Aigialeia                     | Akrata         | Aigio        |
| Aigialeia                     | Diakopto       | Aigio        |
| Aigialeia                     | Erineos        | Aigio        |
| Aigialeia                     | Sympoliteia    | Aigio        |
| Erymanthos                    | Farres         | Chalandritsa |
| Erymanthos                    | Kalentzi       | Chalandritsa |
| Erymanthos                    | Leontio        | Chalandritsa |
| Erymanthos                    | Tritaia        | Chalandritsa |
| Kalavryta                     | Kalavryta      | Kalavryta    |
| Kalavryta                     | Aroania        | Kalavryta    |
| Kalavryta                     | Kleitoria      | Kalavryta    |
| Kalavryta                     | Paion          | Kalavryta    |
| Patras ( Patra )              | Patras         | Patras       |
| Patras ( Patra )              | Vrachnaiika    | Patras       |
| Patras ( Patra )              | Messatida      | Patras       |
| Patras ( Patra )              | Paralia        | Patras       |
| Patras ( Patra )              | Rio            | Patras       |
| Vest Achaea ( Dytiki Achaia ) | Dymi           | Kato Achaia  |
| Vest Achaea ( Dytiki Achaia ) | Larissos       | Kato Achaia  |
| Vest Achaea ( Dytiki Achaia ) | Movri          | Kato Achaia  |
| Vest Achaea ( Dytiki Achaia ) | Olenia         | Kato Achaia  |

## Historie

### Klassisk oldtid
Achaean Liga var en hellenistisk sammenslutning af bystater i Achaea, grundlagt i 280/281 f.Kr. Den voksede senere, indtil det omfattede det meste af Peloponnes, hvilket i høj grad reducerede det makedonske styre i området. 
Efter at Makedoniens blev besejret af romerne i begyndelsen af det 2. århundrede f.Kr., var Ligaen i stand til endelig at besejre et stærkt svækket Sparta og tage kontrol over hele Peloponnes. Men efterhånden som den romerske indflydelse i området voksede, brød ligaen ud i et åbent oprør mod romersk dominans i det, der er kendt som Achaiske krig. Achæerne blev besejret i Slaget ved Korinth (146 f.Kr.), og forbundet blev opløst af romerne. 
I 51/52 e.Kr. var Lucius Junius Gallio Annaeanus prokonsul i Achaea,  og er portrætteret (under navnet "Gallio") i Apostlenes Gerninger, i Bibelen, som præsiderende over retssagen mod apostlen Paulus i Korinth (AG 18:12-17 ).

### Middelalder og moderne historie
Achaea forblev en provins i det byzantinske imperium efter det vestromerske imperiums fald. I det 6. og 7. århundrede invaderede slaverne Peloponnes og bosatte sig også i dele af Achaea. I det 9. århundrede var hele halvøen igen under byzantinsk kontrol. Efter det fjerde korstog blev der dog grundlagt flere nye korsfarerstater i Grækenland. Et af disse var Fyrstendømmet Achaea, grundlagt i 1205, der ligesom den romerske provins dækkede et meget større område end det traditionelle Achaea. Achaea blev generobret af det byzantinske imperium i 1430 og blev en del af Despotatet af Morea.
Despotatet af Morea faldt til Det Osmanniske Rige i 1460. Som en del af Moreakrigen erobrede Republikken Venedig Achaea i 1687 og holdt den indtil 1715, hvor osmannerne generobrede Peloponnes. Under osmannisk styre var Achaea en del af Morea Eyalet .
I den græske uafhængighedskrig var Aigio en af de første byer, der blev befriet af grækerne, og hele Achaea blev befriet ved udgangen af 1821. Flere helte kom fra Achaea, herunder Kanaris, Zaimis og RoufosPremierminiser i Grækenland, Andreas Michalakopoulos samt nogle statsoverhoveder kom også fra Achaea.
Achaea oplevede en tilstrømning af flygtninge fra Lilleasien under den græske tyrkiske krig 1919-1922. Titusinder blev flyttet til deres lejre i forstæderne til Patras og nogle få landsbyer, hovedsagelig ved kysten. En af lejrene fik navnet Prosfygika .
Achaea har i dag omkring en tredjedel af befolkningen på Peloponnes. Patras, hovedstaden i Achaea, er den tredjestørste by i Grækenland, efter Athen og Thessaloniki. To tredjedele af den akaiske befolkning bor i nærheden af Patras, og mere end halvdelen inden for byens grænser. De vigtigste industriområder er omkring Patras.

### Hovedbyer og byer
De vigtigste byer og byer i Achaea er (rangeret efter 2011 folketælling):
- Patras 269.034
- Aigio 40.664
- Kato Achaia 11.880

## Kultur
Klostret Agia Lavra ligger få kilometer vest for Kalavryta på toppen af en bakke. 12 til 20 km mod øst ligger nogle 300 til 500 meter lange huler med søer indeni.